# Пол ван Дайк
Матиас Пол (на немски: Matthias Paul), по-известен като Пол ван Дайк (на немски: Paul van Dyk), е известен транс диджей. Определен е за най-добрия транс диджей в света за 2005 и 2006 година от списание „Диджей Мегъзин“. Има над 3 милиона продадени албума. Роден е на 16 декември 1971 година в град Айзенхютенщат в източногерманската провинция Бранденбург, близо до границата с Полша.

## Биография

### Детство и първи стъпки в музиката
Пол ван Дайк израства в Източен Берлин в семейство с един родител. Баща му напуска семейството, когато Пол е на 4 години. Пол ван Дайк заявява, че неговото музикално образование идва от радиото. Израства на място, където няма музикални магазини и тайно слуша западните радиостанции, както и аудио касети разпространени от неговите съученици.
Малко преди падането на Берлинската стена, Пол и майка му получават разрешение да напуснат Източна Германия и се преместват в Хамбург. През 1990 г. Ван Дайк се завръща в Берлин. Неговото първо участие като диджей е през март 1991 г. в известния немски клуб за електронна музика „Tresor“. След още няколко участия получава възможността да работи в клуб „Turbine“ заедно с популярния млад резидент – Кид Пол (Kid Paul – част от известното транс дуо Energy 52). Вечерите са наречени „Пол срещу Пол“ (Paul vs. Paul).
През февруари 1993 г. Пол ван Дайк и Кид Пол водят радиопредаването „HR3 Clubnight“, което се излъчва по германското национално радио. В края на лятото на същата година Ван Дайк издава първата си DJ-микс компилация „X-Mix-1 – the MFS Trip“ и ремиксира транс химна на известния продуцент Humate – „Love Stimulation“.

### 1994 – 2007
През 1994 г. Пол издава първия си LP албум, озаглавен „45 RPM“. През 1996 г. излиза албумът „Seven Ways“, който го утвърждава като пионер в транс музиката. Освен това, албумът му носи популярност и във Великобритания.
През 1997 Пол ван Дайк се запознава с американския изпълнител BT (Bryan Transeau) и заедно продуцират тракове като „Flaming June“, „Forbidden Fruit“ and „Namistai“.
1998 е повече от успешна за Пол ван Дайк. Той издава специалния E-Werk ремикс на химна си „For An Angel“. Получава постоянно място в легендарния английски клуб „Gatecrasher“, като същевременно се обявява против употребата на наркотици. Същата година Ван Дайк ремиксира „1998“ на британското дуо Binary Finary, което ги издига до топ позиции в немските чартове. В средата на 1998 г. Дайк създава собствен лейбъл – „Vandit Records“. В годините до 2007 г. Пол ван Дайк се утвърждава като един от лидерите в световната транс сцена, издавайки албуми като „The Politics of Dancing“, „Reflections“ и DVD-то „Global“.

### 2007 до наши дни
Пол ван Дайк издава петия си албум „In Between“ на 14 август 2007 г. 2 месеца по-рано започва световното си турне, наречено „In Between Tour“.
На 30 май 2010 г. Пол ван Дайк отпразнува десетгодишния юбилей на лейбъла си Vandit в Лондон. По-късно през годината Vandit става част от голямата музикална компания на Армин ван Бюрен – „Armada“.
Следващият студиен албум на Пол ван Дайк носи името „Evolution“ и се очаква да излезне през есента на 2011.

## Студийни албуми
- 1994: 45 RPM
- 1996: Seven Ways
- 2000: Out There and Back
- 2003: Reflections
- 2007: In Between

### Компилации
- 1997: Perspective
- 1998: Vorsprung Dyk Technik
- 1999: Paul van Dyk's Nervous Tracks
- 2000: Millennium Megamixes
- 2000: 60 Minute Mix
- 2001: The Politics of Dancing
- 2003: Global
- 2003: Mixmag DJ Mix
- 2004: Perfect Remixes Vol. 2
- 2004: Re-Reflections
- 2005: The Politics of Dancing 2
- 2008: Cream Ibiza
- 2008: Hands on In Between
- 2009: Volume: The Best of Paul van Dyk
- 2009: Home: Paul Van Dyk с участието на Johnny Mcdaid
- 2009: We Are One: Paul Van Dyk с участието на Johnny Mcdaid
- 2009: Vonyc Sessions 2009

### Филмова музика
- 2003: Zurdo: Musica Original de la Pelicula

### Видео игри
- 2004: FIFA Football 2004: Nothing But You
- 2004: Need for Speed: Underground 2: Nothing But You
- 2008: Mirror's Edge: Soundtrack
- 2009: Grand Slam Tennis: Menu Soundtrack

## Награди
- 1999 DJ Mag Music Maker
- 1999 Best International DJ
- 1999 Best international Award
- 1999 man of the year by Mixmag
- 1999 Leader of the Trance Nation
- 2003 Best European DJ (Miami Winter Music Conference 2003)
- 2003 second best trance track Paul Van Dyk – Nothing But You
- 2004 America’s Favorite DJ
- 2004 Best International DJ
- 2004 Best Event
- 2004 Best Music in a Commercial (Motorola)
- 2004 Mexican Oscar for his soundtrack in the film „Zurdo“
- 2004 Best Music Maker" by DJ magazine
- 2004 big winner at the Dancestar Awards
- 2005 WMC 2005 best track house progressive/trance: Nothing but You (Paul Van Dyk)
- 2005 WMC 2005 best international dj
- 2005 America’s Favorite DJ
- 2005 best dj for Dance/Electronic Album for his original album Reflections
- 2005 the International Dance Music Award (IDMA) for Best Euro DJ.
- 2005 DJ Mag No 1 DJ
- 2005 Best Producer Trance Awards
- 2005 Best Global DJ Trance Awards
- 2006 Best Global DJ (Miami Winter Music Conference 2006)
- 2006 Best record label VANDIT>
- 2006 Best Producer (Miami Winter Music Conference 2006)
- 2006 Best Global DJ, Best NuNRG/Euro Track
- 2006 DJ Mag No 1 DJ
- 2006 Best Global DJ Trance Awards
- 2006 Best Producer
- 2006 Best Mix Compilation for The Politics of Dancing 2
- 2006 Cross Of Merit From The City Of Berlin
- 2006 Best HI NRG / Euro Track for „The Other Side“ (Miami Winter Music Conference 2006)
- 2006 B.Z.-Kulturpreis 2006
- 2007 Best Ortofon European DJ (Miami Winter Music Conference 2007)
- 2007 Best dj by trance awards
- 2007 Best producer by trance awards
- 2007 Best label vandit by trance awards
- 2007 2nd Best Remixer by trance awards
- 2007 3rd Best live act by trance awards
- 2007 2nd best resident by trance awards
- 2007 Best club night CREAM, ibiza by trance awards
- 2007 Best album In Between by trance awards
- 2007 3rd Best radio show vonyc by trance awards
- 2007 5th Best website by trance awards
- 2008 Best international DJ by the ministry of sound
- 2008 Best international Producer by the ministry of sound
- 2009 Best international DJ by the ministry of sound
- 2009 Best international Producer by the ministry of sound
- 2009 Best Track „Home“(Paul Van Dyk Club Mix)by the ministry of sound
- 2009 Best Dj National Paul Van Dyk by Raveline Poll 2009
- 2009 Best Album 2009 „VOLUME“ in the Raveline Poll 2009
- 2009 best Trance Label national „VANDIT Records“ in the Raveline Poll 2009
- 2010 Best Full Length Dj Mix – „VONYC Sessions 09“ by IDMA